# I Dreamed a Dream (album)
Pour les articles homonymes, voir I Dreamed a Dream.
I Dreamed a Dream est le premier album de la chanteuse britannique Susan Boyle. Lancé sur le marché le 23 novembre 2009 et produit par Syco Music, y figure notamment la chanson I Dreamed a Dream qu'elle a chantée sur le plateau de Britain's Got Talent, ainsi que des reprises de chansons populaires. 
L'album a connu un grand succès avec plus de 14 millions d'exemplaires vendus à travers le monde, ce qui en fait un des plus grands succès de la décennie 2000. Il est l'album le plus vendu au Royaume-Uni en 2009, et le deuxième album le plus vendu de l'année aux États-Unis avec 3,1 millions d'exemplaires écoulés (juste derrière Fearless de Taylor Swift avec 3,2 millions). Il est également l'album le plus vendu au monde en 2009. 

## Pistes
1. Wild Horses
2. I Dreamed a Dream
3. Cry Me a River
4. How Great Thou Art
5. You'll See
6. Daydream Believer
7. Up To The Mountain
8. Amazing Grace
9. Who I Was Born To Be
10. Proud
11. The End of the World
12. Silent Night